# ČEZ Aréna (Pardubice)
ČEZ Aréna är en inomhusarena som ligger i Pardubice i Tjeckien. Arenan rymmer 10 300 personer och byggdes 1960. Idrottshallen är för närvarande hemmaplan för ishockeylaget HC Pardubice och basketlaget BK Pardubice. Anläggningen användes vid Juniorvärldsmästerskapet i ishockey 2002 och 2008.